# Hand van justitie

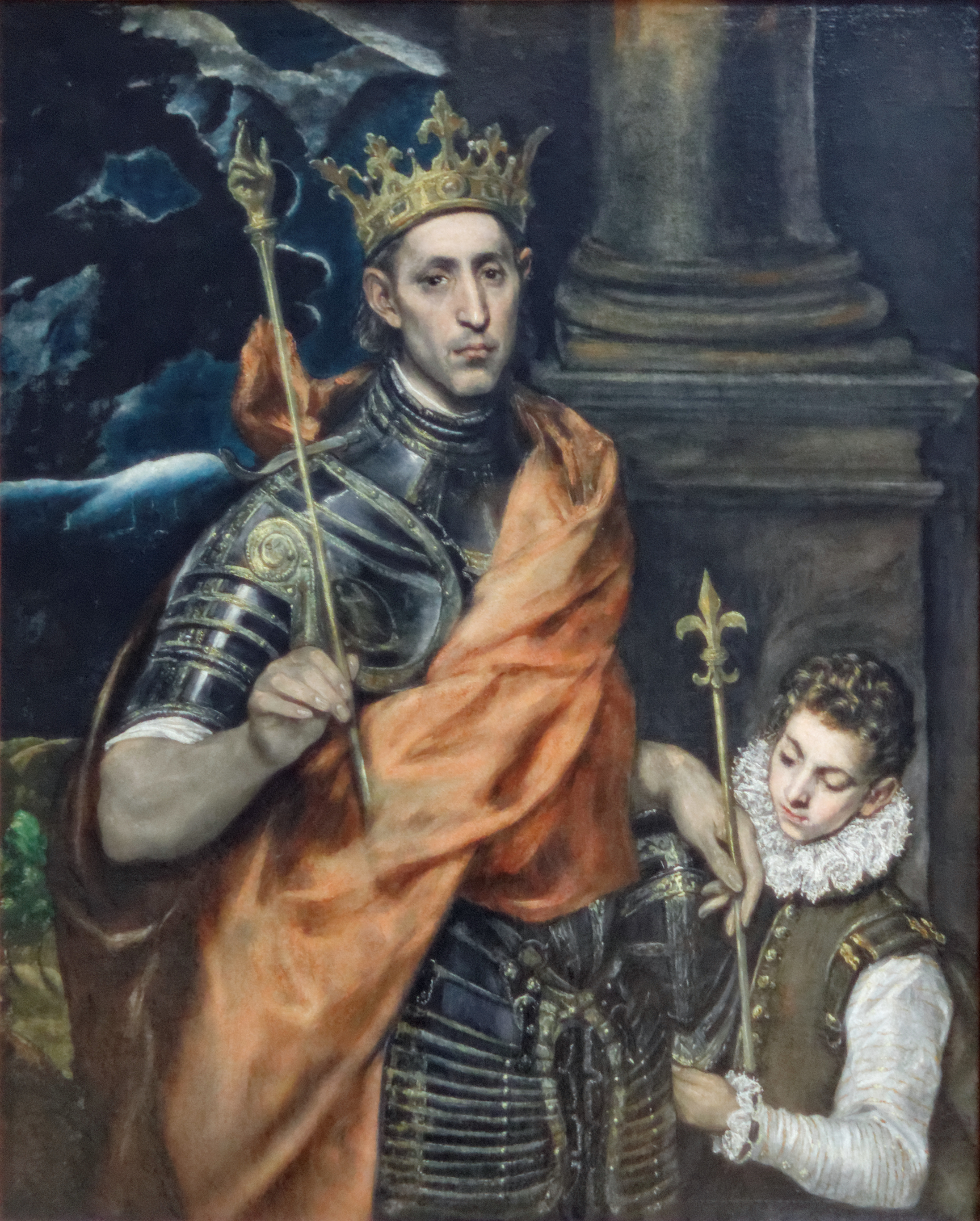
De Heilige Lodewijk met (links) de "hand van justitie"

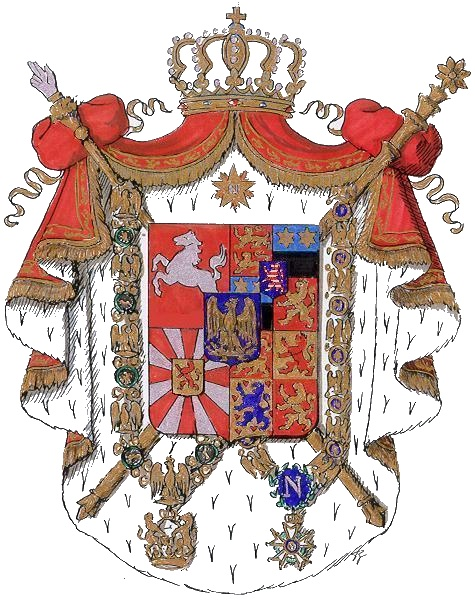
Wapen van Westphalen met "hand van justitie"

Een scepter met een hand aan het uiteinde, in het Frans "main de justice" en in het Nederlands "hand van justitie" geheten is een van de scepters die door vorsten worden gebruikt.
De hand van justitie is het symbool van de rechtsmacht van de vorst.
In Nederland is een dergelijke scepter nooit gebruikt maar in het wapen van het Koninkrijk Holland was een hand van justitie als pronkstuk opgenomen. Het wapen volgde daarmee een oude Franse heraldische traditie. De regalia van dit Koninkrijk bestonden alleen als tekening.
In het Koninkrijk België is achter het Rijkswapen eveneens een hand van justitie geplaatst.
De Britse koningen volgen de Europese continentale traditie niet. Zij bezitten een zwaard van justitie.